# Resultados do Carnaval de Uruguaiana em 2012
Resultados do Carnaval de Uruguaiana em 2012.  A vencedora do 1º grupo foi a escola Unidos da Cova da Onça com o enredo, Tem Kizomba na Avenida! Cova Canta Martinho, Show da Vila!

## 1º Grupo
| Colocação | Escola                     | Pontos | Nota      | Ref.  |
| --------- | -------------------------- | ------ | --------- | ----- |
| 1º        | Unidos da Cova da Onça     | 438,7  |           | [ 1 ] |
| 2º        | Os Rouxinóis               | 437,4  |           | [ 1 ] |
| 3º        | Bambas da Alegria          | 435,8  |           | [ 1 ] |
| 4º        | Unidos da Ilha do Marduque | 434,3  |           | [ 1 ] |
| 5º        | Apoteose do Samba          | 426,4  |           | [ 1 ] |
| 6º        | Deu Chucha na Zebra        | 424,9  |           | [ 1 ] |
| 7º        | Acadêmicos de São Miguel   | 423,3  | Rebaixada | [ 1 ] |
| 8º        | Acadêmicos do Negão        | 394    | Rebaixada | [ 1 ] |

## 2º Grupo
| Colocação | Escola                 | Pontos | Nota      | Ref.        |
| --------- | ---------------------- | ------ | --------- | ----------- |
| 1º        | Imperadores do Sol     | 106,2  | Promovida | [ 1 ] [ 2 ] |
| 2º        | Unidos da Toca do Lobo | 97,1   | Promovida | [ 1 ] [ 2 ] |
| 3º        | Aliança do Samba       | 94,5   |           | [ 1 ] [ 2 ] |
| 4º        | Unidos da Mangueira    | 89,3   |           | [ 1 ] [ 2 ] |